# Laboratório Nacional de Computação Científica
O Laboratório Nacional de Computação Científica (LNCC) é uma instituição brasileira de pesquisa científica e desenvolvimento tecnológico do Ministério da Ciência, Tecnologia e Inovação e Comunicações (MCTIC), especializada em computação científica. Tem sede na cidade de Petrópolis, Rio de Janeiro, desde 1998, sendo o único do Brasil. Desde sua fundação, em 1980 até 1998, se situou na cidade do Rio de Janeiro.
A instituição abriga o maior supercomputador da América Latina, chamado de Santos Dumont. O equipamento serve à comunidade científica brasileira em inúmeras demandas de pesquisa, aprimoramento e desenvolvimento.
Seu programa de pós-graduação stricto sensu (mestrado e doutorado) em modelagem computacional é um dos poucos no país a receber a nota máxima (7) na avaliação quadrienal da Coordenação de Aperfeiçoamento de Pessoal de Nível Superior (CAPES), sendo avaliado como um programa de nível global de excelência.
A finalidade do LNCC é realizar pesquisas na área da Computação Científica. As linhas de pesquisa do laboratório se fixam em áreas interdisciplinares como biossistemas, bioinformática, biologia computacional, atmosfera e oceanos, meio ambiente e ciência multiescala. Estas linhas de pesquisa apoiam-se nas áreas de competência do LNCC como mecânica dos fluidos computacional, computação de alto desempenho, simulação de reservatórios de petróleo, otimização e análise não-linear de estruturas, sistemas e controle, análise numérica de equações diferenciais e análise de sensibilidade.

## Ensino
O programa de pós-graduação strictu senso do LNCC em Modelagem Computacional, a nível de Mestrado e Doutorado, busca excelência na formação multidisciplinar de recursos humanos. É um programa desafiador e inovador que desenvolve em cada estudante a competência em três grandes áreas: Matemática aplicada, computação científica e modelagem computacional. O programa, em atividade desde o ano 2000, enfatiza a modelagem em áreas interdisciplinares. É aprovado pela CAPES, possui nota máxima nas últimas avaliações da entidade, e conta ainda com o apoio do CNPq e da FAPERJ para atender as demandas estratégicas da comunidade nacional de ciência e tecnologia.

## Propósito
O propósito da instituição é realizar pesquisa e fomentar o desenvolvimento e a formação de recursos humanos em Computação Científica, em especial na construção e aplicação de modelos e métodos matemáticos e computacionais na solução de problemas científicos e tecnológicos. Também visa disponibilizar um ambiente computacional para processamento de alto desempenho, tendo como finalidades o avanço do conhecimento e o atendimento às demandas da sociedade e do Estado.